# Banjarangkan (plaats)
Banjarangkan is een bestuurslaag in het regentschap Klungkung van de provincie Bali, Indonesië. Banjarangkan telt 4773 inwoners (volkstelling 2010).